# Novy Ourgal
Novy Ourgal (en russe : Новый Ургал) est une commune urbaine du raïon de la Haute-Boureïa du kraï de Khabarovsk, en Russie. Elle est le centre administratif de l'établissement urbain de Novy Ourgal, et se trouve en Extrême-Orient russe. Sa population s'élevait à 7 210 habitants en 2023.    

## Géographie
La commune urbaine de Novy Ourgal se situe en Extrême-Orient russe, dans le kraï de Khabarovsk, dans le district fédéral d'Extrême-Orient. La localité se trouve dans le raïon de la Haute-Boureïa, une des raïons du kraï, et fait partie de l'établissement urbain de Novy Ourgal, une municipalité du raïon, dont il est le chef-lieu,,.
Novy Ourgal, comme tout le kraï de Khabarovsk, est située dans le fuseau horaire MSK+7 (heure de Vladivostok). Le décalage horaire appliqué par rapport au temps universel coordonné est +10:00.

## Démographie
Recensements (*) et estimations de la population:
| 2002* | 2010* | 2021* | 2023  | - |
| ----- | ----- | ----- | ----- | - |
| 7 274 | 6 803 | 7 231 | 7 210 | - |